# لو کو-چونگ
لو کو-چونگ (انگلیسی: Lo Kuo-chong؛ زادهٔ september ۱۶, ۱۹۶۵ (۵۹ سال)) بازیکن بیس‌بال اهل تایوان است.
وی در مسابقات کشوری و بین‌المللی در مجموع برندهٔ ۱ مدال نقره شده‌است.